# بطولة العالم لسباقات فورمولا 1 موسم 1969
بطولة العالم لسباقات فورمولا 1 موسم 1969 عقدت في سنة 1969 م، وفاز بها جاكي ستيوارت (بالإنجليزية: Jackie Stewart)‏ من فريق ماترا (بالإنجليزية: Matra)‏ بسيارته الكوزوورث (فورد). جاكي ستيوارت الذي بدأ السباق في الخط رقم 2 حصل على أفضل توقيت في الجولة 5 من السباق في أسرع لفة له. هذا السائق في المجموع حصد 63 نقطة.

## الوصلات الخارجية
- الموقع الرسمي للفورمولا 1